# George Wellesley (1814–1901)

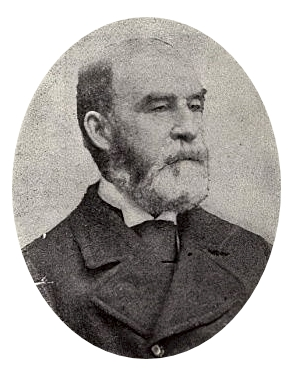
George Wellesley.

George Greville Wellesley, född den 2 augusti 1814,  död den 6 april 1901 i London, var en brittisk sjöofficer. Han var brorson till Arthur Wellesley, 1:e hertig av Wellington.
Wellesley, som var son till domprosten  i Durham, hovpredikanten Gerald Valerian Wellesley (1770–1848), ingick i marinen 1828 och var 1855 eskaderchef vid bombardemanget av Sveaborg. Han avancerade slutligen till amiral 1875, var 1877–1879 förste sjölord och erhöll 1880 knightvärdighet.